# Mohammed Abdeljalil
Mohammed Abdeljalil, né le 4 août 1968 à Rabat, est un ingénieur, dirigeant d'entreprise, et  homme politique marocain.
De 2021 à 2024, il est nommé ministre du Transport et de la Logistique. 

## Biographie

### Formation
Après le Baccalauréat  et les classes préparatoires, il a entamé sa formation d’ingénieur à l'École nationale des ponts et chaussées (ENPC) à Paris dont il fut diplômé en 1991. De 1999 à 2001, il a obtenu un MBA, organisée conjointement par l’ENPC et l’École Hassania des travaux publics à Casablanca (EHTP).

### Parcours professionnel
Ingénieur trilingue, il a gravi différents échelons tant au niveau du secteur privé, où il a commencé sa carrière, qu’au niveau de l’Administration publique.
Tout d’abord, au cabinet Arthur Andersen à Paris en tant qu’auditeur, il y restera jusqu’en 1993. En 1998, il rentre au pays où l’entreprise Bymaro (filiale du groupe BOUYGUES) le charge de conduire le chantier de la station de prétraitement d’El Hank à Casablanca. Ensuite, il est nommé Directeur commercial chargé de détecter, d’analyser et de sélectionner les projets et d’élaborer les propositions commerciales.
En 2003, il intègre l’Administration publique en tant que Directeur des programmes et des études au Ministère de l'Équipement et du Transport, où il a participé à d’importants chantiers tels que la création de la Caisse pour le financement routier et la libéralisation du transport aérien.
Deux ans plus tard, en 2005, il est nommé Directeur général de l’Office d’exploitation des ports (ODEP), où il a participé à la mise en œuvre de la réforme portuaire (objet de la loi 15-02).
Il mène avec succès le projet de transformation de l’office et en devient le 1er Président du directoire de la Société Marsa Maroc, le 1er décembre 2006.
Il négocie et signe les concessions du nouveau Terminal TC4 à Tanger Med II et du nouveau Terminal TC3 à Casablanca, et supervise l’amélioration de la qualité de service du terminal à conteneur du port de Casablanca pour sortir de la crise de congestion de l’été 2007.
Durant l’été 2016, il mène avec succès l’introduction en Bourse du 1er opérateur portuaire du pays, Marsa Maroc.